# Джуліо Драго
Джуліо Драго (італ. Giulio Drago; 25 червня 1962, Кальтаджіроне — 18 квітня 2025, Емполі) — італійський футболіст, що грав на позиції воротаря.
Виступав за молодіжну збірну Італії.
Дворазовий чемпіон Італії. Володар кубка Італії. Володар Кубка Мітропи.

## Клубна кар'єра
У дорослому футболі дебютував 1979 року виступами за команду клубу «Аоста», в якій провів один сезон, взявши участь у 26 матчах чемпіонату.
Своєю грою за цю команду привернув увагу представників тренерського штабу клубу «Ювентус», до складу якого приєднався 1980 року. Відіграв за «стару сеньйору» наступні три сезони своєї ігрової кар'єри. За цей час двічі виборював титул чемпіона Італії, ставав володарем кубка Італії. Однак сам молодий голкіпер був у запасі і за цей час не провів жодної гри в Серії А за головну команду «Юве».
Згодом з 1983 по 1984 рік грав у складі команд клубів «Кремонезе» та «Аталанта».
1984 року уклав контракт з клубом «Емполі», у складі якого провів наступні п'ять років своєї кар'єри гравця. Більшість часу, проведеного у складі «Емполі», був основним голкіпером команди. Відзначався досить високою надійністю, пропускаючи в іграх чемпіонату в середньому менше одного голу за матч.
Протягом 1989—1995 років захищав кольори клубів «Барі», «Трієстина», «Понтедера» та «Емполі». Протягом цих років додав до переліку своїх трофеїв титул володаря Кубка Мітропи.
Завершив професійну ігрову кар'єру у клубі «Понтедера», у складі якого вже виступав раніше. Прийшов до команди 1995 року, захищав її кольори до припинення виступів на професійному рівні у 1999.

## Виступи за збірні
1981 року зіграв в одному офіційному матчі у складі молодіжної збірної Італії. 1984 був у складі молодіжної збірної на чемпіонаті Європи, однак на турнірі, де італійці дійшли до півфіналу, так і не зіграв.

## Досягнення
- Чемпіон Італії:

«Ювентус»: 1980–1981, 1981–1982
- Володар кубка Італії:

«Ювентус»: 1982–1983
- Володар Кубка Мітропи:

«Барі»: 1990